# Úzok
Az úzok vagy oguzok (Ghuzz, Guozz, Kuz, Oguz, Oğuz, Okuz, Oufoi, Ouz, Ouzoi, Torks, Turkmen, Uguz, Uğuz, és Uz neveken) az 1. évezred közepén Kaszpi-tengertől keletre feltűnt lovasnomád nép, amelyről több görög és bizánci forrás is említést tesz, ezenkívül fontos információkkal szolgálnak róluk az orkhoni feliratok és más ótörök történelmi művek, például a 8-9. századból származó Korkut apó könyve (Dede Korkut Kitabı) című eposz.
Az úzok nyugati törzsei a 9. század végétől Kelet-Európában éltek, egyes csoportjaik „fekete kunok” néven a középkori Magyar Királyság területén telepedtek le. Keleti, Közép-Ázsiában maradt törzseiktől származtak a középkori szeldzsuk-törökök, a mai nyugati török népek (törökök, azeriek, türkmének) ősei. Valószínűleg az Európába költözött úzok leszármazottai a Moldova területén élő gagauzok.

## Elnevezéseik
Az úz, guz, oguz ugyanannak a népnek a neve. Egyes történetírók turkoman vagy koman (kun), az oroszok polovec néven is nevezték őket.
Geórgiosz Kedrénosz, a 11. század végén élt görög író hunoknak nevezi őket.
A kunok ősi – és talán névadó – szállásterületén, a Kuma folyó mentén Uzil nevű város is állt. A kunok között élő úzokat „fekete kunok” néven is emlegették.

## Történetük
Az oguz törzsek a 6. században tűntek fel az Első Türk Birodalom (552–630) alávetett népei között. A kínai források "kilenc törzs" (tokuz oguz) néven emlegetik őket. Ekkor a Türk Birodalom északi részén, az Altaj-hegység és a Bajkál között éltek; központjuk feltehetően a Szelenga völgyében volt. Az oguz – és a velük rokon ujgur – törzsek a kínaiak által tielö-nek nevezett nagy törzsi csoportosulás keleti ágát alkották és viszonylagos különállóságukat a türk fennhatóság alatt is megőrizték. A kínai függőséget lerázó Elteris kagán (682–691) a 744-ig fennálló Második Türk Birodalom megalapítója öt hadjáratot vezetett az oguzok ellen, akik csak nagy harcok árán hódoltak be. Amikor idősebb fia, Bilge kagán trónra lépett (716, akkor neki 12 hadjáratban kellett biztosítania uralmát délen a kínaiak, északon az oguzok és keleten a kitajok ellen. Bilge kagán öccse és hadvezére, Kül tegin rovásírásos sírfelirata beszéli el a súlyos harcokat az oguzok ellen. Ezután valamilyen megegyezés jöhetett létre az oguz nemzetségfőkkel, mert Bilge kagán együtt szólítja meg alattvalóit, a türk és oguz bégeket.
A Második Türk Birodalom bukása után az oguz törzsek nyugat- és délnyugat, a Balkas-tó és az Iszik-köl vidékére, majd az Aral-tótól északra fekvő sztyeppvidékre vonultak. Itt tőlük keletre a török nyelvű karlukok, északra kipcsak-törökök, északnyugatra a besenyők, délre pedig a muszlim Számánida Emirátus helyezkedett el.

### Nyugati oguzok
A Számánida Emirátus 893-ban megtámadta az oguzokat, akiknek egyik része a besenyők szállásterületét elfoglalva azt a 9. század végi népvándorlást indította el, amely végül is a magyar honfoglaláshoz vezetett. A velük szomszédos besenyőket nyugat felé űzve, lakhelyüket elfoglalták és itt a kazárok szomszédságába jutva, a Volgától az Azovi-tengerig terjeszkedtek. A besenyőket a Dnyeperen és a Dnyeszteren túlra, a magyarok addigi szállásterületére, egészen a Dunáig szorították.
Az oguzoknak ezt nyugati ágát Bíborbanszületett Konstantin bizánci császár a besenyők (pecenegis), a magyarok ("türkök"), Kazária és Alánia szomszédságában írja le, mint Bizánc szövetségeseit, akik később a kijevi fejedelem oldalán 965-ben a kazárok, 985-ben a volgai bolgárok ellen harcoltak.
A türkökkel való együttélés hatása lehet, hogy a később nyugatra vonult oguzok – az úzok – méltóságnevei türk eredetűek. Fejedelmük a jabgu volt, ami megfelelt a türk kagán utáni legnagyobb hadvezéri rangnak. A fejedelem helyettese a kudarkin megfeleltethető a nyugati türkök kül-erkin összetett méltóságnévnek, ahol a kül, mint régebbi méltóságnév, gyakori alkotórésze volt a méltóságneveknek, az újabb erkin a 10 nyugati türk törzs közül az 5 nyugatinak a főnöke volt, ezek közül az első kettőnek a vezetője volt kül-erkin. A tarkan és janal (inal) méltóságnév is megvolt a türköknél.
A 11. század közepén az úzok a kunok nyomása alá kerültek és a Volgától nyugat felé kellett szállást foglalniuk, a besenyőket nyugat felé szorítva. 1055–ben átkeltek a Dnyeperen is. Az orosz fejedelemk 1060-ban összefogtak az általuk nagyon veszélyesnek tartott úzok ellen, akiket ők torkok-nak neveztek. Nagy hadsereget és hajóhadat szerveztek, de az úzoknak sikerült elmenekülniük előlük. Az 1060-as évek elején az úzok a Szeret és a Prut között tanyáztak. A besenyők tömeges Bizáncba települése miatt megnyílt az útjuk az Al-Dunához is, amin átkelve az egész Balkánon portyáztak. Az 1064-1065-ös hadjáratok azonban balul végződött, nem tudták megőrizni függetlenségüket. Egy részüket az orosz fejedelmek telepítették le határvédelemre, akik Uzasz nevű vezetőjükkel gyakran harcoltak a lázadó besenyők ellen, mint a nomád elemekből alakult orosz vazallus fekete süvegesek törzsszövetségének vezető csoportja. Más részük Bizáncnak hódolt be, segédcsapatokként harcoltak a bizánci hadseregben. 1071-ben, a manzikerti csata idején sokan közülük átszöktek a másik oldalra, keleti testvéreikhez, a szeldzsuk törökökhöz.

#### Úzok az Al-Duna vidékén
1060 körül már a Bug és Szeret között, majd az 1064-1065-ös balkáni hadjárat után a Kijevi és Perejaszlávi Fejedelemség déli határvidékén találjuk az úzok egyes csoportjait. 
Az 1060-1070-es években, Konstantin Dukász bizánci császár uralkodása alatt kisebb csoportokban az Al-Duna mentére és Erdélybe is beköltöztek.
Bulgáriába, Trákiába és Macedóniába is gyakran beütöttek. Végül az éhség, dögvész és a besenyők annyira elpusztították őket, hogy az utóbbiakkal szövetségben a bizánciak ellen viselt harc után a 12. században nevük is végképp elenyészett. Néhány csoportnak azonban sikerült elkerülnie a teljes asszimilációt. Valószínűleg tőlük származnak a mai Moldovai Köztársaság területén élő gagauzok – mintegy 300 000 fő. A Havasalföldön és Moldvában élő úzok töredéke beolvadt a térséget elfoglaló románságba, hasonlóan a többi török eredetű néphez.

#### Úzok Magyarországon
Az 1068-ban betört nomád portyázó csapat etnikai mibenlétét nagyon nehéz megállapítani, ezekben az években a Kárpátok keleti oldalán nagyon összetorlódtak a besenyők, úzok és kunok, valószínűleg vegyes összetételű seregről lehetett szó, akiket a kerlési csatában Géza és László herceg legyőzött. Hasonlóan bizonytalan annak a Kutesk „kun” vezérnek az etnikuma, akihez a trónfosztott Salamon magyar király visegrádi fogságából kiszabadulva ment.
A források nem jegyeztek fel nagyobb tömegű úz betelepülést Magyarországra, de kisebb csoportok betelepülését jelzik a szórványos Uz, Uza, Uzdi, Uzlar helynevek, illetve a tork (türk) népnevet jelző helynevek, mint a barcasági Türkös. A Barcaságban számos úz élt, akik határőrizők voltak, mígnem a Német Lovagrend betelepült és áttelepítette ezeket az elemeket máshová, helyette szász telepeseket hozott a vidékre. A Német Lovagrend a későbbiekben hadjáratot vezetett a havasalföldi kunok ellen és földjeiket elfoglalva nemcsak őket, hanem számos úzt és besenyőt térítettek meg.
A Keleti-Kárpátokban van az Úzi-szoros, ennek völgyében az Úz-patak. Ózd város neve is az úz népnévből ered.
IV. László magyar király 1279-ben kibocsátott oklevelében a kun fővezérek közt 275 úz urat említ. A magyar krónikások az úzokat feltehetően a "fekete kunok" néven írták le a kipcsak "fehér-kun" törzsekkel szembeni megkülönböztetésül, talán a fekete süvegesek törzsszövetségére utalva.
Az 1853-ban az Aszódon felfedezett pogány sírokat Érdy János úz vagy palóc temetőknek tartotta.

### Keleti oguzok
Az oguzok többsége a 9. század végén történő szétválás után keleten maradt és a Számánidák alattvalójaként hamar áttért az iszlámra. Georgiosz Cedren szerint a Kaszpi-tenger keleti partján laktak. E keleti oguz csoportokat a Szeldzsuk-dinasztia szervezte meg, s róluk ezeket az oguzokat ezentúl szeldzsuk törököknek hívták. 1039-ben Tugrul vezetésével Mervnél tönkreverték a Számánidák hatalmát korábban megdöntő Gaznavidák hadseregét és viharos gyorsasággal meghódították Közép-Ázsiát, Iránt, Kis-Ázsiát és a Közel-Keletet. A birodalomalapító Tugrul utóda, Alp Arszlán a manzikerti csatában 1071-ben legyőzte a bizánci hadsereget. Az így létrejött szeldzsuk birodalom a 11-13. század között hatalmas terület felett uralkodott, és a későbbi Oszmán Birodalom közvetlen elődjének tekinthető.
Az oguzok kisebb töredékei Irán és Kelet-Anatólia környékén is nomadizáltak. Közülük két klán köré szerveződött a Fekete Ürü és Fehér Ürü törzsszövetség, amelyek a 14. századtól egészen 1501-ig jelentős szerepet játszottak a kaukázusi térség életében. A későbbi Szafavida Birodalom alapítója, I. Iszmáil perzsa sah is egy Fehér Ürü szultán, Uzun Haszan unokája.